# Manegtaba-Mossi
Ne doit pas être confondu avec Manegtaba-Foulbé.
Manegtaba-Mossi est une commune rurale située dans le département de Tikaré de la province du Bam dans la région Centre-Nord au Burkina Faso. 

## Géographie
Manegtaba-Mossi est située à 10 km au nord-ouest de Tikaré, le chef-lieu du département, et à environ 30 kilomètres à l'ouest de Kongoussi. La localité est traversée par la route nationale 15.

## Économie
Du fait de sa position sur la RN 15, Manegtaba-Mossi est un centre d'échanges commerciaux.

## Éducation et santé
Manegtaba-Mossi accueille un centre de santé et de promotion sociale (CSPS) tandis que le centre médical avec antenne chirurgicale (CMA) de la province se trouve à Kongoussi.
La localité accueille une école primaire publique ainsi qu'un collège d'enseignement général (CEG) depuis 2011.